# Xian de Gutian

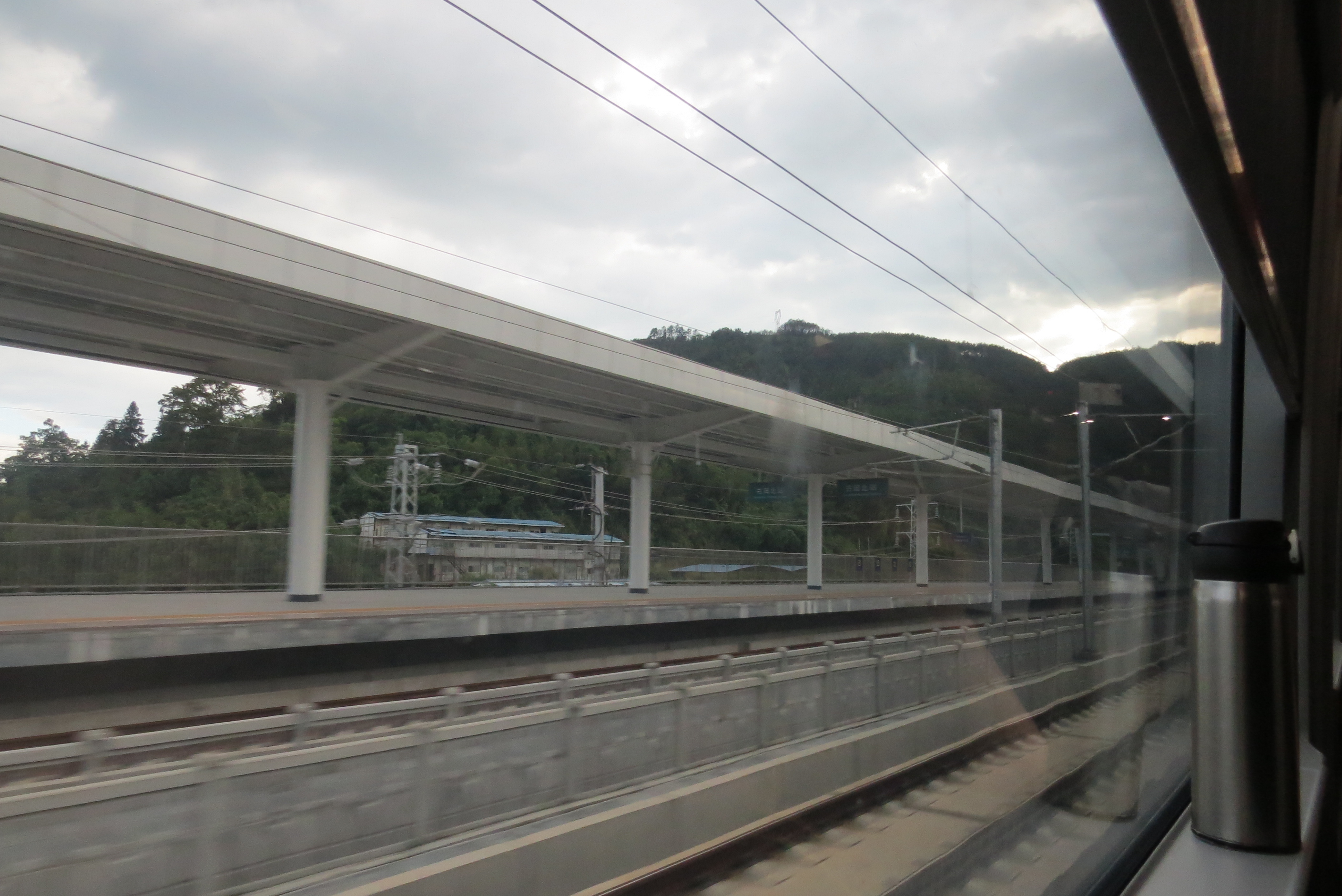
Le gare de Gutian-Nord

Le xian de Gutian (古田县 ; pinyin : Gǔtián Xiàn) est un district administratif de la province du Fujian en Chine. Il est placé sous la juridiction de la ville-préfecture de Ningde.

## Démographie
La population du district était de 429 041 habitants en 1999.